# Karujärve
Karujärve is een plaats in de Estlandse gemeente Saaremaa, provincie Saaremaa. Hoewel de plaats de status van dorp (Estisch: küla) heeft, heeft ze geen inwoners meer.
Tot in oktober 2017 behoorde Karujärve tot de gemeente Kihelkonna. In die maand werd Kihelkonna bij de fusiegemeente Saaremaa gevoegd.

## Bevolking
De ontwikkeling van het aantal inwoners blijkt uit het volgende staatje:
| Jaar            | 2000 | 2011 | 2021 |
| --------------- | ---- | ---- | ---- |
| Aantal inwoners | 1    | 0    | 0    |

## Ligging
Karujärve ontleent zijn naam aan het meer Karujärv ten zuiden van het dorp. Het kampeerterrein Karujärve kämping ligt niet in Karujärve, maar op het grondgebied van het dorp Paiküla.

## Geschiedenis
Karujärve werd in 1691 voor het eerst genoemd onder de naam Karro, een veehouderij die viel onder het landgoed van Pidula. Tussen 1920 en 1930 lag op deze plaats een dorp met de naam Karu. In 1939, na de totstandkoming van het Molotov-Ribbentroppact, moest Estland dulden dat de Sovjet-Unie militaire bases inrichtte op zijn grondgebied. Een van die bases lag op de plaats waar Karu had gelegen. In 1959 werd de basis herdoopt in Dejevo (Russisch: Деево), naar de Sovjetmilitair Vladimir Dejev. Dejev vocht tijdens het beleg van Leningrad en raakte dodelijk gewond in oktober 1944 op het schiereiland Sõrve. Hij kreeg postuum de titel Held van de Sovjet-Unie en de Leninorde. Hij ligt begraven op het kerkhof van Lõmala.
In de vroege jaren negentig werden alle Sovjetbases in Estland ontruimd. Vanaf 1994 werd Dejevo door de mensen uit de omgeving al Karujärve genoemd. In 1997 werd die naam officieel.